# Коробківське водосховище
 Коробківське водосхо́вище  — невелике руслове водосховище на правобережній балці Солоний Яр в басейні річки Лопань. Розташоване в Дергачівському районі Харківської області.
- Водосховище побудовано в 1972 році по проекту Харківського відділення інституту "Сельенергопроект".
- Призначення - зрошення, зволоження осушених земель в заплаві річки Лопань.
- Вид регулювання - сезонне.

## Основні параметри водосховища
- нормальний підпірний рівень — 140,5 м;
- форсований підпірний рівень — 141,25 м;
- рівень мертвого об'єму — 136,5 м;
- повний об'єм — 1,08 млн м³;
- корисний об'єм — 0,92 млн м³;
- площа дзеркала — 32,5 га;
- довжина — 1,84 км;
- середня ширина - 0,17 км;
- максимальні ширина - 0,23 км;
- середня глибина — 3,0 м;
- максимальна глибина — 6,5 м.

## Основні гідрологічні характеристики
- Площа водозбірного басейну - 17,9 км².
- Річний об'єм стоку 50% забезпеченості - 1,57 млн м³.
- Паводковий стік 50% забезпеченості - 0,989 млн м³.
- Максимальні витрати води 1% забезпеченості - 30 м³/с.

## Склад гідротехнічних споруд
- Глуха земляна гребля довжиною - 257 м, висотою - 7,7 м, шириною - 10 м. Закладення верхового укосу - 1:3, низового укосу - 1:2.
- Шахтний водоскид із монолітного залізобетону, кругла в січенні, діаметром 6 м.
- Донний водоспуск із сталевої труби діаметром 500 мм.

## Використання водосховища
Водосховище використовувалось для зволоження осушених земель в заплаві річки Лопань в Дергачівському районі.
На даний час водосховище використовує для риборозведення ТОВ "Поплавок".
Гідротехнічна споруда знаходиться на балансі Краснокутського міжрайонного управління водного господарства.